# Aşk ve Ceza
Aşk ve Ceza (en español: Amor y castigo) es una telenovela turca de 2010, producida por TMC Film y emitida por ATV.

## Trama
Yasemin trabaja en una agencia de publicidad. Estaba comprometida con Mehmet, pero una semana antes de su boda, encuentra a su novio en la cama con una compañera de trabajo. Yasemin muy dolida por esta traición, se emborracha en un bar y coquetea con un supuesto camarero, Savaş, con quien pierde su virgininidad en un yate. Yasemin se arrepiente de lo sucedido y abandona a Savaş, dejándolo con un montón de preguntas.
Savaş es en realidad el hijo de una de las familias más ricas de Van. El joven había regresado a Turquía para asistir a la boda de su hermano Kemal, y su prometida, Çiçek. Lamentablemente, después de la boda, su padre y hermano fallecen en un accidente de tráfico. Savaş se convierte en la cabeza de los turbios negocios de su familia, y de acuerdo con las tradiciones, deberá casarse con la mujer de su hermano.

## Elenco
- Nurgül Yeşilçay como Yasemin Üstün.
- Murat Yıldırım como Savaş Baldar.
- Tomris İncer (†) como Şahnur Baldar.
- Feride Çetin como Çiçek Moran.
- Gökçe Yanardağ como Nazan Baldar Noyan.
- Kerem Atabeyoğlu como Pala Abdulkadir.
- Cenk Ertan como Bora Noyan.
- Oktay Gürsoy como Cem.
- Zeynep Beşerler como Nadya.
- Emrah Elçiboğa como Eşref.
- Nazan Kesal como Sevgi.
- Caner Kurtaran como Mehmet.
- Pınar Töre
- Halil Kumova como Ahmet Moran.
- Halil İbrahim Aras como Mustafa Baldar.
- Enis Arıkan como Alpay.
- Gamze Topuz como Derya.
- Meltem Pamirtan como Endam.
- Işıl Dayıoğlu como Sitare.
- Belit Özükan como Müjde.
- Melek Öztürk como Dila.
- Sezgi Deniz como Suna.
- Ali Yiğit como Kemal Baldar.
- Taner Barlas como Hasip Baldar.
- Efe Elvan como Baran.
- Sennur Kaya como Leyla Üstün.
- Erkan Bektaş como Yavuz Moran.
- Sinan Tuzcu como Hakan.
- Ahu Yağtu como Pelin.
- Alihan Aracı como Haldun.
- Egemen Yavuz como Ismail.
- Mehmet Uslu
- Nalan Yavuz como Fidan.
- Yeşim Kopan como Nuris.
- Özlem Conker como Ceyda.

## Temporadas
| Temporada | Temporada | Episodios | Rango de episodios | Emisión original        | Emisión original    |
| Temporada | Temporada | Episodios | Rango de episodios | Inicio                  | Final               |
| --------- | --------- | --------- | ------------------ | ----------------------- | ------------------- |
|           | 1         | 23        | 1 - 23             | 6 de enero de 2010      | 8 de junio de 2010  |
|           | 2         | 39        | 24 - 62            | 6 de septiembre de 2010 | 27 de junio de 2011 |